# Papá a toda madre
Papá a toda madre es una telenovela de comedia romántica mexicana producida por Eduardo Meza para Televisa. A partir de esta producción, Meza es asignado como productor ejecutivo, tras la designación de Rosy Ocampo como V.P. corporativa de contenido de Televisa.
La historia es original, fue creada por Montserrat Gómez García, en colaboración con los escritores Pedro Armando Rodríguez, Alejandra Romero, Humberto Robles y Héctor Valdés. Se estrenó por Las Estrellas el 22 de octubre de 2017 en sustitución de la primera temporada de Mi marido tiene familia, y finalizó el 11 de marzo de 2018 siendo reemplazado por Tenías que ser tú.
Está protagonizada por Sebastián Rulli, Maite Perroni, Juan Carlos Barreto, Sergio Mur, Raúl Araiza y Regina Graniewicz, junto con Mark Tacher, Ana La Salvia, Verónica Montes y Franklin Virgüez en los roles antagónicos, acompañados por Verónica Jaspeado, Michelle González, Andrés Zuno, Raúl Coronado y Raquel Pankowsky.

## Trama
Una sola palabra te puede cambiar la vida; como a Mauricio (Sebastián Rulli), un mujeriego y amante de la buena vida. Decide casarse con Miranda Fairbanks (Estefanía Ahumada), hija de un millonario, para que afiance su empresa, Logatoys, que está en ruinas. Sus planes se vienen abajo, cuando, en plena boda, llega una niña de 7 años que dice ser su hija: Anifer (Regina Graniewicz). Mauricio cree que es broma, pero al hacer una prueba de ADN lo confirma. Miranda cancela la boda debido a no querer lidiar con niños. Con la llegada de Anifer, Mau tendrá que hacerse cargo de la niña hasta que aparezca su madre, pero está desaparecida. Irónicamente, es dueño de una juguetería, pero no soporta a los niños. Con la juguetería en bancarrota, la búsqueda de la mamá de Anifer y cuidar a la niña, Mauricio conoce a Renée (Maite Perroni), una mujer de la cual se enamora, pero inician con el pie izquierdo. Ella y Anifer se encargarán de "domesticarlo". Renée y Anifer; dos mujeres que le cambiarán la vida.
Cuando no cambias a tiempo, te cambian por otro y te cambia la vida. Es el caso de Jorge (Sergio Mur), un padre responsable, noble y extremadamente religioso que aún cree que el matrimonio dura para toda la vida, matrimonio el cual Dulce (Ana La Salvia) quiere deshacer lo antes posible. Ambos ya no se soportan, por lo que Dulce decide abandonarlo a él y a sus hijos. Ahora Jorge tiene que adaptarse a cuidar a sus hijos solo. Una etapa que ve imposible realizar por no tener a su esposa al cuidado de la casa y de sus hijos. Jorge aprenderá ser padre y madre al mismo tiempo, con o sin su mujer.
Tu esposa encontró el trabajo de sus sueños, ahora a ti te toca la chamba del hogar; para Toño (Raúl Araiza) y Vero (Verónica Jaspeado), los roles de la familia son los tradicionales: ella, ama de casa y él, el que aporta económicamente. Todo cambia cuando ambos pierden su trabajo en Logatoys, y al poco tiempo, Verónica encuentra trabajo. Toño no lo puede creer, él sigue desempleado y se convierte en el amo de casa. Ahora se dedica a hacer la limpieza, cuidar a sus hijos y llevarlos al colegio y Vero, toma el lugar de Toño; la que trabaja. Así es como Toño empieza a valorar el trabajo de su mujer en el hogar. Atender la casa no es tarea fácil.
Nunca es tarde para enamorarte de nuevo, pero ¿para ser papá?; Nerón (Juan Carlos Barreto) es viudo y padrino de Renée. Tiene un romance con Flor Ivonne (Michelle González), una mujer mucho menor que él. Al decidir tener una hija con ella, el conflicto principal es ocultarle la verdad a sus hijos (ya mayores) por guardar respeto a su difunta madre. El segundo, es que siempre lo confunden con el abuelo de la criatura. Esta experiencia, lo ayudará a crecer más como persona y para ser un buen padre.
A la privada llegan Rafael (Rafael) y Rodrigo (Raúl Coronado), Rafa es veterinario y Rodrigo es policía; están casados. Ambos rentan la propiedad de Renée y tratarán de convertirse en papás por distintos medios cómo la surrogación, la adopción; etc, pero a lo largo de la historia sufrirán la discriminación de algunos vecinos. Esta es la primera telenovela en presentar un matrimonio igualitario dentro de sus historias estelares.
Estos seis papás aprenderán que la paternidad no es como la pintan, a romper estereotipos, valorar a la mujer, brindar una adecuada educación a sus hijos y afirmar que no hay un instructivo para ser un papá a toda madre.

## Reparto

### Principales
- Sebastián Rulli como Mauricio López-Garza Silvetti[7]
  - Diego Barragantello interpretó a Mauricio de niño
  - Aidan Vallejo interpretó a Mauricio de joven
- Maite Perroni como Renée Griselda Sánchez Moreno[7]
- Mark Tacher como Fabián Carvajal Murillo[7]
- Juan Carlos Barreto como Nerón Machuca[7]
- Sergio Mur como Jorge Turrubiates Ibáñez[7]
- Raúl Araiza Herrera como Antonio «Toño» Barrientos Félix[7]
- Verónica Jaspeado como Verónica Valencia de Barrientos[7]
- Verónica Montes, como Chiquinquirá «Kika» Braun[8]
  - Dalexa Meneses interpretó a Chiquinquirá de joven
- Ana La Salvia como Dulce Goyeneche Castilla de Turrubiates[7][8]
- Agustín Arana como Sebastián[8]
- Franklin Virgüez como Leopoldo Falcón[8]
- Sergio Klainer como Noel Carvajal[9]
- Michelle González como Flor Ivone Zamarripa[7]
- Andrés Zuno como Rafael Restrepo[7]
- Raúl Coronado como Rodrigo Conde[7]
- Bárbara López como María Cruz Noriega[10]
- Estefanía Ahumada como Miranda Caroline Fairbanks[8]
- Ricardo Baranda como José Gualdalupe «Lupe» Narváez[8]
- Bárbara Torres como Gladys[8]
- Carlos Speitzer como Cicerón Machuca[8]
- Regina Graniewicz como Ana Fernanda «Anifer» López-Garza Cruz[11]
- Karyme Hernández como Valentina Turrubiates Goyeneche[11][7]
- Marcelo Bacerló como Samuel Turrubiates Goyeneche[11][7]
- Yankel Stevan como Baldo Turrubiates Bullegoyri[11][7]
- Fernanda Urdapilleta como Liliana «Lilí» Turrubiates Bullegoyri[11][7]
- Victoria Viera como Tania Barrientos Valencia[11][7]
- Patricio de la Garza como Ernesto Barrientos Valencia[11][7]
- Simón Goncalves como Fidel Barrientos «Fidelito» Valencia[11][7]
- Sandra Beltrán como Wilma Hernández
- Cruz Rendel como Pablo Urquiza
- Roberto Sen como Aurelio
- Thelma Dorantes como Irene
- Raquel Pankowsky como Esperanza Félix[12]

### Recurrentes e invitados especiales
- Pablo Cruz Guerrero como Alejandro Villaseñor[13]
- Nando Estevané como el Padre Cutberto[8]
- Emmanuel Okaury como Sócrates Machuca[8]
- Mercedes Vaughan como Queta[8]
- Roberto Sen como Aurelio[8]
- Thelma Dorantes como Irene[8]
- Cecilia Constantino como Sonia Serrano
- Martín Brek como Onofre
- Archie Balardi como Oficial de policía
- Lalo Zayas como Víctor
- Gwendolyn Amador como Tina
- Leticia Perdigón como Catalina Moreno[13]
- Eugenia Cauduro como Aurora Silvetti de López-Garza[13]
- Marisol del Olmo como Yuriria Bullegoyri[14]
- Eugenio Montessoro como Bosco López-Garza
- Fonseca como el mismo
- Gon Curiel como el mismo
- Pedro Loforte como Ariel Blanco
- Iván Tamayo como Arístides Braun
- Alfonso Iturralde como Ángel Landeros
- Eugenio Cobo como Restrepo
- Gloria Izaguirre como Adelina
- Manuel Ballesteros como Jorge Pérez
- Santiago Hernández como Héctor Falcón
- Rafael del Villar como Bustamante

## Producción

### Desarrollo
El inicio de la producción de la telenovela se confirmó el 17 de agosto de 2017, pero anteriormente la producción comenzó rodaje el 14 de agosto de 2017, en el foro 14 de Televisa San Ángel. Las telenovela fue creada por Pedro Armando Rodríguez basado en la idea original de Montserrat Gómez García, y está escrita por Alejandra Romero, Humberto Robles y Héctor Valdés, y dirigida por Benjamín Cann y Rodrigo Zaunbos. El rodaje de la telenovela finalizó el 29 de enero de 2018.
El tráiler de la telenovela fue lanzado en mayo de 2017, durante la presentación de la programación de Univision para la temporada de televisión 2017-2018. En el tráiler solo se muestra a Sebastián Rulli y Lara Campos, esta última apareció anteriormente en La doble vida de Estela Carrillo. El 19 de octubre de 2017, se confirmó que la telenovela sería la primera telenovela de Televisa en mostrar a una pareja gay buscando formar un hogar.

### Casting
El 9 de agosto de 2017, se confirmó que Sebastián Rulli y Maite Perroni serían los protagonistas de la telenovela. El 11 de agosto de 2017, se confirmó a Regina Graniewicz como Anifer. El 30 de agosto de 2017, Mark Tacher fue confirmado como el villano principal de la historia. El resto de los protagonistas están conformados por Sergio Mur, quien hace su debut en Televisa, luego de estar en Telemundo. Raúl Araiza quien vuelve a las telenovelas después de estar ausente diez años, y Juan Carlos Barreto.

## Controversias
La empresa CitizenGo, lanzó a través de su sitio web una solicitud en donde pidió que se deje emitir la telenovela, porque Televisa quería normalizar la homosexualidad como algo normal en la sociedad.  Debido a esta controversia, la revista People en Español anunció la noticia a través de su sitio y creó una encuesta para que los lectores voten si estaban de acuerdo o en desacuerdo con la propuesta de CitizenGo. La petición para firmar que la telenovela salga del aire, dijo lo siguiente:

Att. Emilio Azcárraga Jean, presidente de Televisa

Escribo con preocupación sobre la telenovela ‘Papá a toda madre’.
Me preocupa que pretendan normalizar la homosexualidad en México en contra del sentir mayoritario de la ciudadanía y de su audiencia.
Ud. conocen muy bien el poder pedagógico de sus telenovelas.
No quiero que nadie sea discriminado social, laboral o políticamente por su orientación sexual. Pero presentar una pareja homosexual como un modelo atractivo, es diferente. ¿Es esta la nueva estrategia corporativa de Televisa?
Me defraudaron. Pensé que Televisa aspiraba a construir una sociedad mejor, a fortalecer a la familia como célula básica de la sociedad mexicana. Pensé que era verdad eso que afirman de que sus valores son la credibilidad, la honestidad y el profesionalismo...

Lamentablemente me equivoqué. Por supuesto, no veré la polémica telenovela. Pero tampoco su canal. Desconfío de sus criterios éticos y existen otras alternativas de ocio.

El 15 de noviembre de 2017, Televisa mostró el primer beso gay en sus telenovelas, aunque ya se ha mostrado dos veces en la serie Como dice el dicho, algo que generó mucha controversia y que varios medios han intentado percibir. Anteriormente este tema había sido tocado en telenovelas en una escena que se filmó en la telenovela Los exitosos Pérez, pero debido a la controversia generada, esa escena fue censurada.

## Audiencia
| Temporada | Horario (CT)                                                                                         | Episodios | Primera emisión       | Primera emisión      | Última emisión      | Última emisión       | Promedio de espectadores (millones) |
| Temporada | Horario (CT)                                                                                         | Episodios | Fecha                 | Audiencia (millones) | Fecha               | Audiencia (millones) | Promedio de espectadores (millones) |
| --------- | --- | --------- | --------------------- | -------------------- | ------------------- | -------------------- | ----------------------------------- |
| 1         | lunes a viernes 20:30 - 21:30 h. domingo 20:00 - 21:00 h. (ep. 1) domingo 18:00 - 21:00 h. (ep. 102) | 102       | 22 de octubre de 2017 | 3.9                  | 11 de marzo de 2018 | 3.0                  | —                                   |

## Premios y nominaciones

### Premios TVyNovelas 2018
| Categoría                  | Nominados                                    | Resultados |
| -------------------------- | -------------------------------------------- | ---------- |
| Mejor telenovela           | Eduardo Meza                                 | Nominado   |
| Mejor actriz protagónica   | Maite Perroni                                | Ganadora   |
| Mejor actor protagónico    | Sebastián Rulli                              | Ganador    |
| Mejor primera actriz       | Raquel Pankowsky                             | Nominada   |
| Mejor primer actor         | Juan Carlos Barreto                          | Ganador    |
| Mejor actriz coestelar     | Verónica Jaspeado                            | Nominada   |
| Mejor actor coestelar      | Raúl Araiza                                  | Nominado   |
| Mejor actriz de reparto    | Michelle González                            | Nominada   |
| Mejor actor de reparto     | Sergio Mur                                   | Ganador    |
| Mejor actriz juvenil       | Fernanda Urdapilleta                         | Nominada   |
| Mejor dirección de cámaras | Manuel Barajas y Alejandro Álvarez Ceniceros | Nominados  |
| Mejor dirección de escena  | Benjamín Cann y Rodrigo G.H. Zaunbos         | Nominados  |
| Mejor reparto              | Eduardo Meza                                 | Nominado   |

### Kids' Choice Awards México 2018
| Categoría             | Nominados     | Resultados |
| --------------------- | ------------- | ---------- |
| Mejor actriz favorita | Maite Perroni | Nominada   |

### GLAAD Media Awards 2018
| Categoría                                                                                      | Nominados         | Resultados |
| ---------------------------------------------------------------------------------------------- | ----------------- | ---------- |
| Mejor serie sobresaliente en español Outstanding Scripted Television Series (Spanish-Language) | Papá a toda madre | Nominada   |